# OpenSym
OpenSym es la abreviatura del International Symposium on Open Collaboration (simposio internacional de colaboración abierta), anteriormente denominado International Symposium on Wikis and Open Collaboration (simposio internacional de wikis y colaboración abierta), y anteriormente abreviado como WikiSym o Wiki Symposium, una conferencia dedicada a investigación y prácticas sobre tecnologías wiki. En 2014 se cambió el nombre del encuentro de WikiSym a OpenSym para enfatizar la ampliación del ámbito más allá de wikis y Wikipedia incluyendo todo tipo de investigación en colaboración abierta, incluyendo wikis y Wikipedia, pero también software libre/código abierto, open data, etc.

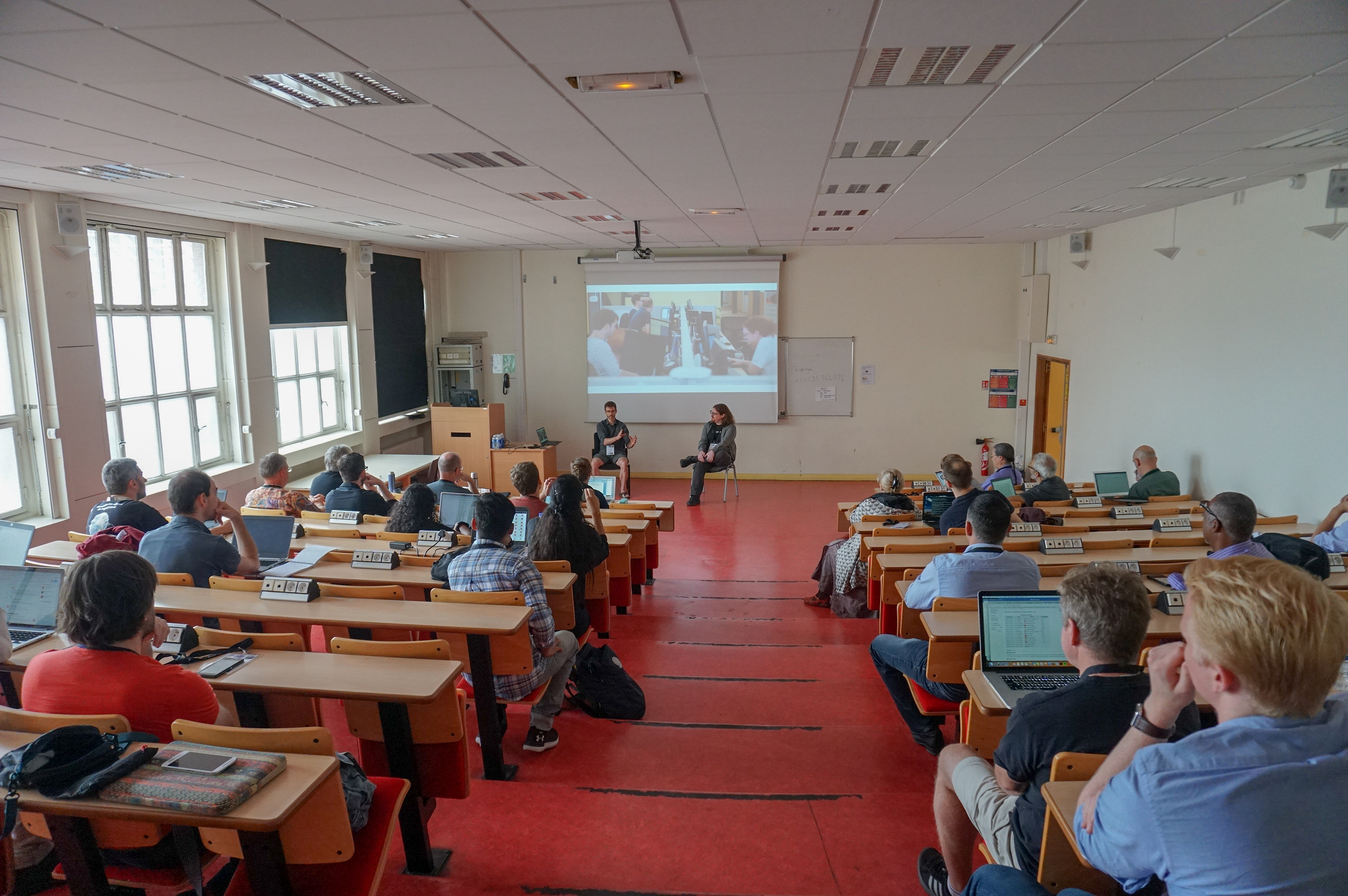
OpenSym 2018

Las actas se publican en la ACM Digital Library.

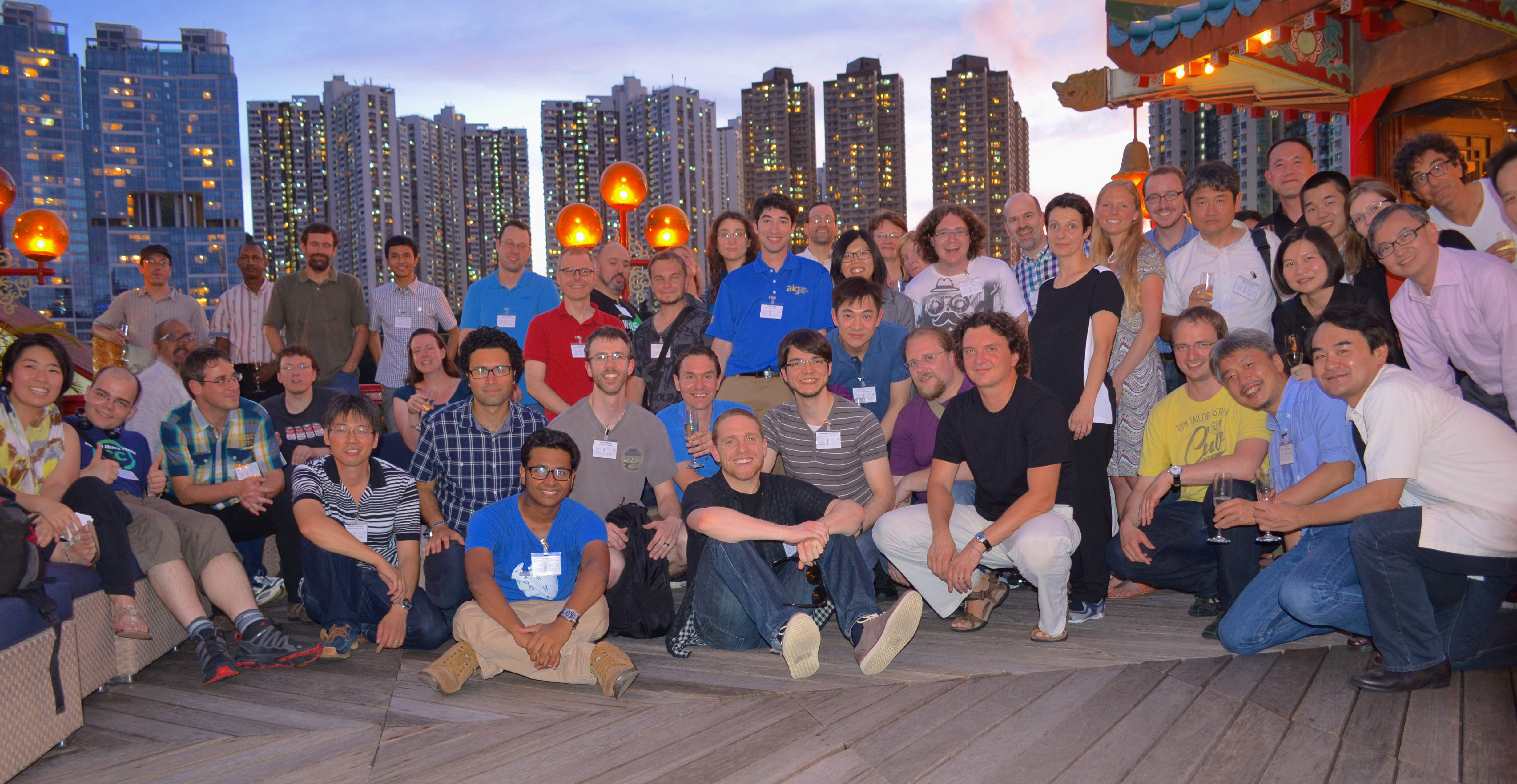
Foto de grupo de la edición 2013